# Clara Rojas

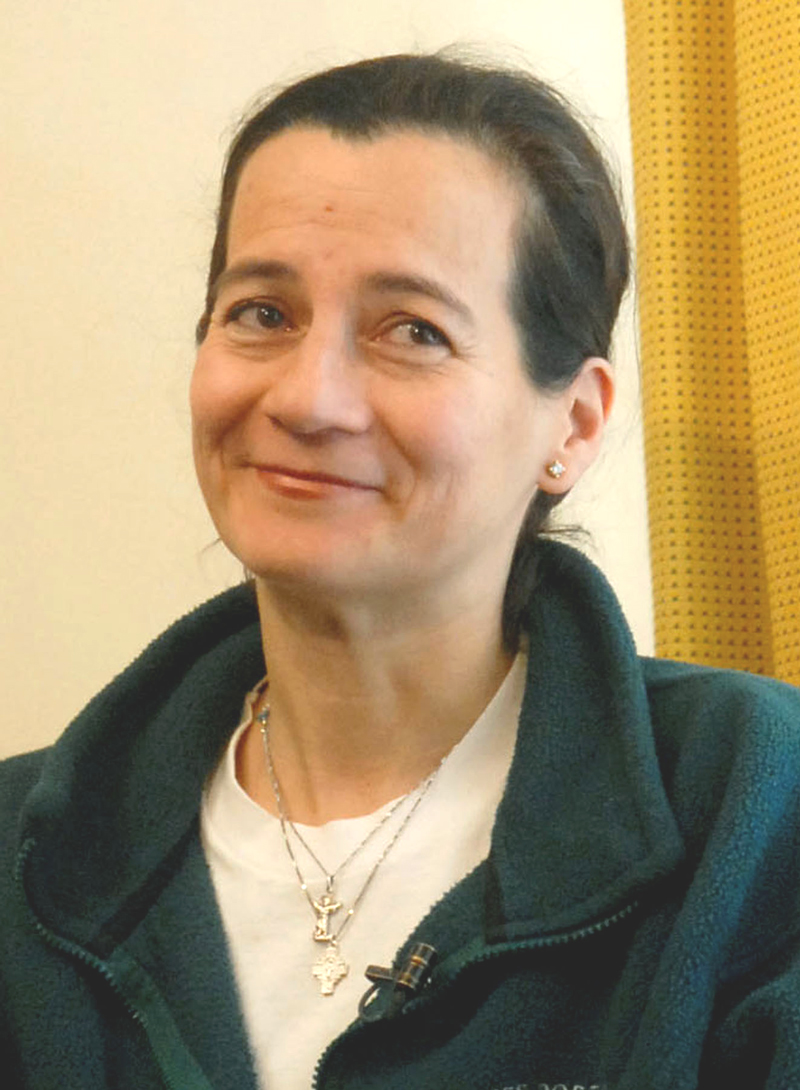
Clara Rojas in 2008

Clara Leticia Rojas González (Bogota, 20 december 1964) is een Colombiaanse politica en advocate.
Net afgestudeerd leerde ze in 1992 Íngrid Betancourt kennen. In 1997 richtten beiden de milieupartij Oxígeno Verde (Spaans voor 'groene zuurstof') op. Rojas werd vicevoorzitter van de partij.
In 2002 werd ze campagneleidster voor de presidentsverkiezing van Betancourt. Ze begaven zich onder meer in een gedeelte van het land waar een hevige strijd tussen de regering en diverse opstandelingen gaande was, om uitdrukking te geven aan hun medeleven met de bewoners. Voor hetgeen de regering hen van tevoren had gewaarschuwd, gebeurde toen ze op 23 februari 2002 werden ontvoerd door de Colombiaanse guerrillabeweging FARC. De FARC had alleen Betancourt op het oog en wilde Rojas vrijlaten maar deze verkoos in gevangenschap bij Betancourt te blijven. Ze werd door Oxígeno Verde tot vicepresidentskandidate benoemd. Bij de presidentsverkiezingen van 26 mei 2002 behaalde de in gevangenschap verkerende Betancourt minder dan twee procent van de stemmen.
Tijdens haar gevangenschap baarde Rojas in 2004 een kind, Emmanuel geheten. De vader was een guerrillastrijder van de FARC. Het werd in 2005 ondergebracht in een Colombiaans weeshuis. Rond de jaarwisseling van 2007-2008 werd het bestaan van dit kind wereldkundig gemaakt en werd het opgespoord.
Dankzij de bemiddeling (Operación Emmanuel) van president Hugo Chávez van Venezuela werden Clara Rojas en de politica Consuelo González de Perdomo op 10 januari 2008 vrijgelaten. Met helikopters van het Rode Kruis werden ze in het oerwoud opgepikt en over de grens naar Venezuela gevlogen. Vandaar gingen ze in een vliegtuig naar de Venezolaanse hoofdstad Caracas, alwaar ze werden herenigd met hun familie.